# Toshio Irie
Toshio Irie, född 5 november 1911 i Takatsuki, död 8 maj 1974 i Takatsuki, var en japansk simmare.
Irie blev olympisk silvermedaljör på 100 meter ryggsim vid sommarspelen 1932 i Los Angeles.